# Frank-N-Furter
Frank-N-Furter è il personaggio protagonista creato da Richard O'Brien per il musical The Rocky Horror Show del 1973 e successivamente apparso nel film The Rocky Horror Picture Show del 1975.

## Biografia del personaggio
Frank-N-Furter fa la sua entrata in scena con la canzone "Sweet Transvestite" e presentandosi come un un'icona glam rock in un'orgia di paillette, lasciando attoniti i castissimi fidanzati suoi ospiti Brad e Janet. Li invita a salire nel suo laboratorio e li informa che quella notte nascerà la sua magnifica creatura, Rocky.

### La creazione di Rocky
Brad e Janet sono capitati, a loro insaputa, in un'occasione molto speciale: la "convention dei transilvani", il fatidico momento in cui Frank -N- Furter darà vita a Rocky, la perfetta creatura sessuale. La creazione di Frank è un successo, nella canzone che spiega l'origine di Rocky cita un celeberrimo slogan culturista: "In just seven days I can make you a man" "In soli sette giorni posso far di te un uomo".
Ma Frank, nella creazione della sua creatura ha usato metà del cervello di Eddie, l'amante di una delle sue servitrici, Columbia. Proprio quest'ultimo appare a sorpresa a bordo di una motocicletta, scatenando l'entusiasmo di Columbia e dei Transilvani. Così Frank, geloso, lo uccide. Più tardi, Frank dà inizio alla vita sessuale di Rocky, Janet e Brad.

### L'arrivo del Dr. Von Scott
Successivamente, al castello arriva un ospite non gradito a Frank: Il Dr. Von Scott (ex professore di Brad e Janet, che sta studiando le ricerche di Frank). In susseguirsi, nonostante la tensione sia palpabile, Frank festeggia il compleanno di Rocky e si viene a sapere che Eddie era il nipote del dottor Scott. Frank, in piena follia, rimuove la tovaglia rivelando che il tavolo dove cenavano gli ignari ospiti era in realtà una bara che conteneva il corpo di Eddie, mancante della carne appena offerta. Si genera una grande confusione, alla quale Frank pone fine grazie ad un raggio immobilizzante che colpisce tutti tranne Riff Raff e Magenta, i suoi fedeli servitori, per poi prepararsi allo "spettacolo del piacere".

### La morte
Infine Riff Raff e Magenta, che Frank considerava i suoi "fedeli servitori" si ribellano al padrone, uccidendolo insieme a Rocky e Columbia, intervenuti per difendere il loro "amore-padrone-amante" .
Frank-N-Furter da cattivo diventa una vittima del vero traditore Riff Raff, che oltre a ribellarsi al suo padrone tradisce anche la sorella-amante Magenta per i suoi scopi, quando si capisce che, forse per amore o forse solo per devozione, lei avrebbe voluto un finale diverso per Frank-N-Furter, reo solo (se vogliamo così definirlo) di perseguire la filosofia del piacere con tutti i mezzi in suo possesso.

## Caratterizzazione
Frank-N-Furter è uno scienziato bisessuale e travestito proveniente dal pianeta Transexual ("Bisesso" nei sottotitoli italiani), dalla galassia Transylvania e deciso a creare Rocky, l'amante perfetto.
Il nome del personaggio è un insieme di molteplici riferimenti, soprattutto un ironico riferimento al frankfurter, sinonimo di würstel e di hot dog, mescolato al nome del personaggio di Victor Frankenstein e alla parola rock'n'roll. A questo significato allude infatti un passaggio della canzone Planet Schmanet Janet, quando il Dr. Scott canta: «You're a hot dog but you better not try to hurt her, Frank-N-Furter» («Tu sei un hot dog ma è meglio per te che tu non le faccia del male, Frank-N-Furter»).
La figura del Dr. Frank-N-Furter non è collocabile né tra la schiera dei buoni, né dei cattivi: si è macchiato con il sangue di Eddie, ha rinchiuso i suoi ospiti Brad e Janet nel castello contro la loro volontà inducendoli a tradirsi reciprocamente, maltratta Rocky e i suoi servi. Va collocato nel suo tempo: dà uno schiaffo alla bigotta morale comune che imponeva fra le altre cose di arrivare vergini al matrimonio, spingendo i due sposini ad abbattere le loro barriere inibitorie (più evidenti forse in Janet), senza esitare ad intrattenere rapporti omosessuali o eterosessuali, solo per darsi (e per dare) un assoluto piacere dei sensi. 

### Brani cantati da Frank-N-Furter
- Sweet Transvestite
- I Can Make You a Man
- I Can Make You a Man (Reprise)
- Planet, Schmanet, Janet
- Don't Dream It, Be It
- Wild and Untamed Thing
- I'm Going Home

## Concezione e sviluppo
Frank-N-Furter è stato interpretato dalla prima edizione teatrale londinese del 1973 e fino al film del 1975 dall'attore britannico Tim Curry, che ne ha definito le caratteristiche. In seguito, nelle successive edizioni teatrali, è stato interpretato da altri attori, tra cui Julian McMahon, Amber Riley, Sharon Needles.